# ويليام إيمرسون (صحفي)
ويليام إيمرسون (بالإنجليزية: William Emerson) هو صحفي أمريكي، ولد في 28 فبراير 1923، وتوفي في 25 أغسطس 2009 بسبب سكتة.

## وصلات خارجية
- ويليام إيمرسون على موقع إن إن دي بي (الإنجليزية)